# Figuración libre
Figuración Libre o Figuración libre popular también conocida como figuración libre francesa es un movimiento pictórico que surge en Francia a finales de los años setenta. Es el equivalente francés a la Bad Painting y el Neoexpresionismo en Estados Unidos y Europa, Junge Wilde en Alemania y Transvanguardia en Italia. El término Figuration Libre fue acuñado por Ben Vautier, artista Fluxus. 
Cultivan una pintura figurativa, espontánea, primitiva, con gran intensidad cromática. Sus fuentes de inspiración son la historieta y el rock, así como otros elementos de la cultura de masas, como la publicidad, los dibujos animados o el cine.
Es una de las tendencias neoicónicas o neorrepresentativas que surgieron en Europa y los Estados Unidos en la misma época, volviendo a las figuraciones después de que la Pintura abstracta dominara a mediados del siglo XX. Otras tendencias del mismo tipo son el neoexpresionismo (Alemania), la transvanguardia (Italia) y la Nueva imagen (Estados Unidos). En cierto sentido, todas estas corrientes reaccionaban contra la deshumanización del minimalismo y del arte conceptual. 
Su primera exposición se celebró en 1981, en el apartamento privado del crítico de arte Bernard Lamarche-Vadel. En ella mostraron sus cuadros los pintores franceses Combas, Di Rosa, Alberola, Blais, Blanchard, Boisrond, Zed Poinpoin, Maurige y Viollet. Su ideología era populista y anticultural. Reclamaban la total libertad y espontaneidad de la expresión. El grupo se formó, pues, en 1981 por Robert Combas, Remi Blanchard, François Boisrond y Hervé Di Rosa. Otras figuras son Richard Di Rosa y Louis Jammes. Entre 1982 y 1985, estos artistas expusieron junto con sus compañeros estadounidenses Keith Haring, Jean-Michel Basquiat, Kenny Scharf en Nueva York, Londres, Pittsburgh y París.

## Pintores
- Jean-Michel Alberola
- Jean-Charles Blais
- Rémy Blanchard
- François Boisrond
- Robert Combas
- Jean-François Maurige
- Hervé di Rosa
- Richard di Rosa
- Catherine Viollet